# 洛韋鎮區 (堪薩斯州華盛頓縣)
洛韋鎮區（英語：Lowe Township）為美國堪薩斯州華盛頓縣轄下的鎮區。2010年美国人口普查中此鎮區人口有61人。

## 地理
洛韋鎮區涵蓋總面積為92.0平方（35.53平方英里），其中陸地面積為91.7平方（35.42平方英里），水域面積為0.28平方（0.11平方英里）或0.31%。

## 人口統計
根據2010年美國人口普查，洛韋鎮區人口有61人，其中男性有34人，女性有27人，人口密度為每平方公里0.66人，住房計36戶。鎮區內的白人有61人，非裔美國人有0人，美洲原住民有0人，亞裔美國人有0人，太平洋島裔美國人有0人，其他種族有0人，混血種族則有0人。此外鎮區內有0人為西班牙裔或拉丁裔美國人。此鎮區之年齡中位數為52.2歲，而男性年齡中位數為53.0歲，女性年齡中位數為51.5歲。

## 交通

### 主要公路
- 15號堪薩斯州州道